# 李豬児
李 豬児（り ちょじ）は、中国唐代の宦官。契丹の出身者で、節度使の安禄山に仕えた。

## 略歴
少年時代は、悪賢く一筋縄ではいかない悪童であったため、その行状を怒った安禄山自身の手によって、生殖器を切断された。去勢後、一時仮死状態となったが、一命を取り留めて宦官となってからは、一転して従順になり、重臣として用いられた。
一説によると安史の乱の中で安禄山殺害にかかわったとも伝えられるが、真偽は不詳である。